# Арсланов, Халил Абдухалимович
Халил Абдухалимович Арсланов (род. 4 апреля 1964, Елховое Озеро, Цильнинский район, Ульяновская область, РСФСР, СССР) — российский военачальник. Начальник Главного управления связи Вооруженных сил Российской Федерации — заместитель начальника Генерального штаба Вооружённых сил Российской Федерации (декабрь 2013 — апрель 2020), генерал-полковник (2017).

## Биография
В Советской Армии с 1981 года. Службу проходил в войсках связи. В 1985 году окончил Ульяновское высшее военное командное училище связи. Окончил Военную академию связи имени С. М. Буденного в 1995 году, Военную академию Генерального штаба Вооружённых сил Российской Федерации в 2004 году.
Служил на должностях начальника связи артиллерийского дивизиона танковой дивизии, командира батареи управления и артиллерийской разведки танковой дивизии, начальника связи 5 танковой дивизии (ныне 37 мспбр Кяхта), начальника штаба территориальной бригады связи, командира территориальной бригады связи, начальника связи и заместителя начальника штаба армии, начальника связи — заместителя начальника штаба Приволжско-Уральского военного округа по связи, начальника 1-го управления Управления начальника войск связи Вооружённых Сил.
С 2009 года — начальник связи — заместитель начальника Главного штаба Сухопутных войск по связи. С декабря 2013 года — начальник Главного управления связи Вооружённых Сил — заместитель начальника Генерального штаба Вооружённых Сил Российской Федерации. Генерал-лейтенант (13.12.2014). Генерал-полковник (12.12.2017).

### Обвинение в мошенничестве
В октябре 2019 года Арсланову было предъявлено обвинение в крупном мошенничестве. Возбуждено уголовное дело по ч. 4. ст. 159 УК РФ. В декабре 2019 года суд наложил арест на имущество Арсланова, а срок следствия продлил до 6 февраля 2020 года. 21 января 2020 года ему предъявлено обвинение в двух эпизодах особо крупного мошенничества в общем размере около 6,7 млрд руб.
По версии следствия, Арсланов похитил средства во время исполнения госконтракта по сервисному обслуживанию и ремонту специальной военной техники. Уголовное дело было возбуждено ещё в 2013 году, однако о нём стало известно лишь осенью прошлого[какого?] года, а расследуется оно по сей день. Вместе с Арслановым, который не признаёт вину, в уголовном деле фигурируют двое начальников управлений Генштаба, трое топ-менеджеров ОАО «Воентелеком» и гендиректор консалтинговой компании «ЭрСиАй».
7 февраля 2020 года задержан сотрудниками ФСБ в ходе следствия по данному обвинению. Суд заключил под стражу Арсланова на срок 2 месяца, позднее срок заключения продлевался. 3 апреля 2020 был отстранён от должности. По сообщению газеты «КоммерсантЪ» от 17 июня 2022 года, судебный процесс в отношении Арсланова будет проходить в закрытом режиме в связи с тем, что в материалах дела присутствуют сведения, составляющие «служебную тайну».
7 июля 2025 года 235-й гарнизонный военный суд приговорил Арсланова к 17 годам лишения свободы в колонии строгого режима. Арсланова признали виновным в мошенничестве в особо крупном размере (часть 4 статьи 159 УК РФ) и получении крупной взятки (часть 6 статьи 290 УК РФ). Кроме того, Арсланову также назначили штраф в двукратном размере от суммы взятки — более 24 миллионов рублей.

## Награды
- Орден Жукова[12]
- Орден «За военные заслуги»
- Медаль ордена «За заслуги перед Отечеством» II степени
- Медали СССР
- Медали РФ

### Комментарии
1. ↑  По курсу обмена ЦБ РФ на 8.02.2020 соответствует 105,6 млн долл. США

### Сноски
1. ↑  Указ Президента Российской Федерации от 13.12.2014 № 764 «О присвоении воинских званий высших офицеров, специальных званий высшего начальствующего состава и высших специальных званий»
2. ↑  Указ Президента Российской Федерации от 12.12.2017 № 592 «О присвоении воинских званий высших офицеров, специальных званий высшего начальствующего состава и высших специальных званий»
3. ↑  Суд в Москве арестовал имущество замглавы Генштаба ВС Арсланова / ТАСС. Дата обращения: 26 декабря 2019. Архивировано 26 декабря 2019 года.
4. ↑  Замглавы Генштаба обвинили в хищении на 6,7 млрд рублей. Дата обращения: 2 июня 2022. Архивировано 7 февраля 2020 года.
5. ↑  Замглавы Генштаба ВС России обвинили в миллиардных хищениях. Дата обращения: 21 января 2020. Архивировано 21 января 2020 года.
6. ↑  Замначальника Генштаба арестован по делу о мошенничестве | Власть | Новости | Каспаров.Ru. Дата обращения: 7 февраля 2020. Архивировано 10 мая 2022 года.
7. ↑  Замначальника Генштаба задержали по делу о хищении ₽6,7 млрд. РБК. Дата обращения: 7 февраля 2020. Архивировано 7 февраля 2020 года.
8. ↑  За генерал-полковника взялась контрразведка // Коммерсантъ. Архивировано 7 февраля 2020 года.
9. ↑  Источник: генерал-полковник Арсланов отстранен от должности замглавы Генштаба ВС. ТАСС (3 апреля 2020). Дата обращения: 27 марта 2024. Архивировано 27 марта 2024 года.
10. ↑  Генерал сядет тайно. КоммерсантЪ (17 июня 2022). Дата обращения: 27 марта 2024. Архивировано 27 марта 2024 года.
11. ↑  Бывшего замглавы Генштаба ВС РФ приговорили к 17 годам колонии по делу о взятке и мошенничестве. Meduza (7 июля 2025). Дата обращения: 16 июля 2025.
12. ↑  Руководство войск связи РФ Архивная копия от 27 октября 2019 на Wayback Machine // Связь в Вооружённых Силах Российской Федерации-2018 (Сборник) — М., 2018.